# Delkeskampomyia fasciata
Delkeskampomyia fasciata är en tvåvingeart som beskrevs av Krober 1940. Delkeskampomyia fasciata ingår i släktet Delkeskampomyia och familjen stekelflugor. Inga underarter finns listade i Catalogue of Life.